# Anomalosa
Anomalosa là một chi nhện trong họ Lycosidae.